# Nysouheqet
Nysouheqet est un fils de roi égyptien de la IIe dynastie. Ce fils royal n'est connu que par sa stèle trouvée dans la tombe 964.H.8 à Helwan. Le seul titre qu'il porte sur ce monument est celui de « fils de roi ». La stèle est faite de calcaire et montre le prince à gauche, assis sur une chaise avec une table d'offrandes et des offrandes devant lui. La stèle a été découverte lors de fouilles menées par Zaki Saad à Helwan, entre 1952 et 1954. Le père royal de ce fils de roi reste inconnu,.